# مجلس تنفيذي لاتحاد الرئاسة
المجلس التنفيذي الرئيسي للطيارين في الخطوط الجوية المتحدة التابع لاتحاد طياري الخطوط الجوية الدولية هو الهيئة الإدارية التي تمثل طياري الخطوط الجوية المتحد. يمثل المجلس التنفيذي الرئيسي للطيارين أكثر من 13000 طيار في شركة المتحدة بصفتهم وكيلهم الرسمي للمساومة الجماعية بموجب قانون عمال السكك الحديدية. هم مسؤولون عن التفاوض على العقود التجريبية، بالإضافة إلى تعزيز سلامة وأمن شركات الطيران.

## التاريخ
في 27 يوليو 1931، تحت قيادة الكابتن المتحدة ديف بينكه، تم إنشاء رابطة طياري الخطوط الجوية، خدم الكابتن ديف بينك كأول رئيس لرابطة طياري الخطوط الجوية الدولية، من عام 1931 حتى عام 1951، وخلال ذلك الوقت أصبحت رابطة طياري الخطوط الجوية الدولية نشطة في واشنطن العاصمة وعملت على تأمين التشريعات التي جعلت مهنة قيادة الطيران أكثر أمانًا لكل من العمال والركاب. اليوم، تواصل مجلس تنفيذي لاتحاد الرئاسة المتحدة تاريخ مشاركتها في مبنى الكابيتول هيل، إلى جانب تعزيز التشريعات التي تفيد الطيارين، وتعزز سلامة شركات الطيران، وتعزز الأمن.شعار رابطة طياري الخطوط الجوية هو «الجدول الزمني مع السلامة» والعديد من ميزات السلامة الموجودة في الطائرات والمطارات الحالية هي نتيجة مبادرات تطوعية رابطة طياري الخطوط الجوية المتحدة. عقدهم، اتفاقية الطيار المتحدة، يحدد قواعد العمل وينص على رواتب أعلى، مما يجعلهم واحدة من المجموعات التجريبية الأعلى أجراً في الصناعة

## الرئاسة
كل عامين، تنتخب وزارة الشرق الأوسط المتحدة أربعة ضباط لخدمة طياري الخطوط الجوية المتحدة، ، كرئاسة مجلس تنفيذي لاتحاد الرئاسة. أعيد انتخاب الكابتن تود إنسلر، المخضرم البالغ من العمر 26 عامًا في يونايتد إيرلاينز، بالإجماع في يناير2020 ويقضي فترة ولايته الثالثة كرئيس شغل الكابتن إنسلر سابقًا مناصب كرئيس للجنة التظلمات ونائب رئيس مجلس الإدارة، بالإضافة إلى ذلك، السيد إنسلر هو عضو في مجلس الإدارة في شركة يونايتد إيرلاينز هولدينجز.
يعمل القائد المنتخب (الكابتن) توم مورفي، المقيم في واشنطن العاصمة، نائبًا للرئيس، ويعمل النقيب بيل نيفو المقيم في دنفر كسكرتير، ويعمل الكابتن ريك كاميرون في واشنطن العاصمة أمينًا للصندوق.على المستوى المحلي، تتكون وزارة التعليم والثقافة المتحدة من ممثلين منتخبين في أحد عشر مقرًا تابعًا للولايات المتحدة في جميع أنحاء الولايات المتحدة وغوام، يشكل المتطوعون الطيارون المحليون أساس اللجنة ويعمل موظفو رابطة طياري الخطوط الجوية الدولية بدوام كامل بمساعدة المجموعة من خلال الدعم القانوني والإداري والاتصالات،. في عام 2018، تم انتخاب اثنين من الطيارين المتحدة كمسؤولين محليين في رابطة طياري الخطوط الجوية الدولية: تم انتخاب الكابتن بوب فوكس نائبًا أول لرئيس رابطة طياري الخطوط الجوية الدولية وانتخب النقيب جوزيف جينوفيز نائبًا للرئيس -المالية / أمين الصندوق.

## أحداث بارزة
- أسس الكابتن المتحدة ديفيد إل بينك رابطة طياري الخطوط الجوية الدولية و23 شخصية رئيسية أخرى في شيكاغو، إلينوي، في 27 يوليو 1931. في الثلاثينيات، كان الطيران مهنة محفوفة بالمخاطر. وبالتالي، منذ وقت تشكيلها، كان أحد أهداف رابطة طياري الخطوط الجوية الدولية الرئيسية هو تحسين السلامة الجوية.[8]

- في 17 مايو1985، بدأ يونايتد بايلوت إضرابًا لمدة 29 يومًا حيث دفع الرئيس ريتشارد فيريس إلى جدول رواتب من مستويين للطيارين.[9]